# Épsilon Aquilae
Épsilon Aquilae (ε Aql / ε Aquilae / 13 Aquilae) es una estrella de magnitud aparente +4,02 situada en la constelación del Águila. Recibe el nombre tradicional de Deneb el Okab, proveniente del árabe ذنب العقاب ðanab al-cuqāb, «la cola del halcón», que comparte con ζ Aquilae. Con la misma estrella tiene en común los nombres de Woo y Yuë, procedentes del chino mandarín 吳 wú, antiguo estado cerca de la provincia de Jiangsu, y 粵 yuè, antiguo estado cerca de la provincia de Guangdong.

## Características
Épsilon Aquilae es un sistema estelar a 154 años luz cuya estrella principal es una gigante naranja de tipo espectral K1III. Con una temperatura de 4700 K, es 66 veces más luminosa que el Sol. Su radio, 10 veces mayor que el radio solar y comparable al de Pólux (β Geminorum), no es grande para una estrella gigante.
Épsilon Aquilae es rica en cianógeno y está considerada una estrella de bario muy leve. Estas son estrellas binarias en donde la abundancia de bario proviene de la pérdida de masa de una compañera hoy convertida en una enana blanca. Épsilon Aquilae tiene efectivamente una acompañante, de la que nada se sabe, salvo que su período orbital es de 1270 días. 
Una tercera estrella de décima magnitud, visualmente a 145 segundos de arco, puede acompañar al sistema a una distancia de al menos 3700 UA.